# 盛安寺
盛安寺（せいあんじ）は、滋賀県大津市にある天台真盛宗の寺院。山号は瑞應山。本尊は阿弥陀如来。井上靖の小説『星と祭』で知られる重要文化財の十一面観音菩薩立像がある。

## 歴史
詳しい創建年代は不明であるが、寺伝によると当寺は高穴穂宮の跡地に建てられているという。
その後廃れたが、越前国の朝倉貞景の家臣である杉若盛安によって文明18年（1486年）に再興されたといい、再興後、杉若盛安は当寺に入寺したとする。
なお、寺名は杉若盛安からとられたものであるとしている。
その後、何度か焼失したが、その度復興された。

## 境内
- 本堂（大津市指定有形文化財）[1] - 慶安5年（1652年）再建。平安時代後期に作られた木造阿弥陀如来坐像が安置されている[4]。
- 客殿（重要文化財） - 伏見城の廃材が利用されているといい[1]、桃山御殿と呼ばれる。内部の襖絵や腰高障子は長谷川派の花鳥図が描かれている[3]。
- 庭園（滋賀県指定名勝）[1] - 鑑賞式枯山水庭園で、聖衆来迎曼荼羅を現している。江戸時代初期の作庭。
- 庫裏
- 鐘楼
- 山門
- 観音堂（収蔵庫） - 木造十一面観音立像（重要文化財）や木造地蔵菩薩立像のほか、木造聖観音立像などの諸仏、室町時代の涅槃図など多くの寺宝が伝来している[4]。

## 文化財

### 重要文化財
- 客殿 附：指図2枚
- 木造十一面観音立像[1] - 観音堂（収蔵庫）に安置されているもので、崇福寺伝来との伝承がある平安時代のもの[5]。

### 滋賀県指定名勝
- 庭園

### 大津市指定有形文化財
- 本堂

### その他の文化財
- 木造地蔵菩薩立像 - 観音堂（収蔵庫）に安置されているもので、胎内納入文書が発見され、鎌倉時代に作られたものである[4]。

## 前後の札所
湖国十一面観音菩薩霊場
1 園城寺別所微妙寺　-　2 盛安寺　-　3 聖衆来迎寺
びわ湖百八霊場
6 園城寺　-　7 盛安寺　-　8 生源寺

## 所在地
- 滋賀県大津市坂本1丁目17-1

## アクセス
- 京阪石山坂本線 穴太駅より徒歩約13分